# Bredwardine Castle

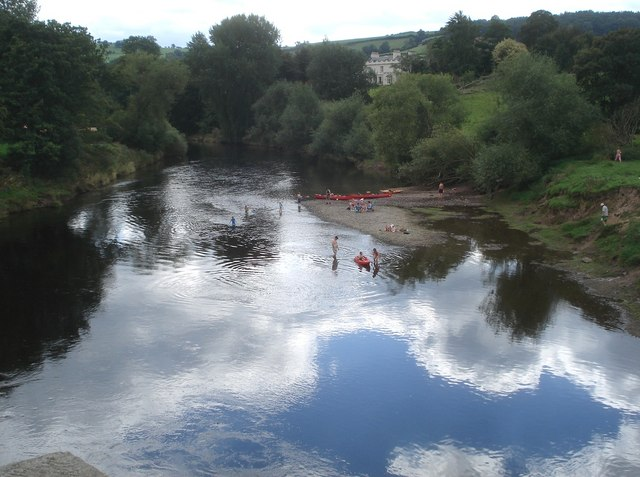
Die Stelle, an der Bredwardine Castle einst stand

Bredwardine Castle war eine Burg im Dorf Bredwardine in der englischen Grafschaft Herefordshire an den Ufern des River Wye.

## Geschichte

### Frühe normannische Grundherrschaft
Nach der normannischen Eroberung Englands wurde die Grundherrschaft John de Bredwardine zum Lehen gegeben.

### Burg des 12. Jahrhunderts
Eine Motte mit länglichem Grundriss und Donjon soll in der 2. Hälfte des 12. Jahrhunderts an dieser Stelle entstanden sein. 1227 war diese Burg in das Eigentum der Familie Baskerville übergegangen. Im darauffolgenden Jahrhundert blieb sie im Besitz von Hugh de Lacy.

### Neubau und Abriss
In den Kriegen der Anarchy im 12. Jahrhundert wurde die Burg als Festung ausgebaut. Während der Herrschaft von König Heinrich II. oder Heinrich III. wurde sie dann aber abgerissen.
Mitte des 15. Jahrhunderts wird das Anwesen als verlassen und ohne jährlichen Pachtwert beschrieben.
Die Burgruine und die Grundherrschaft gingen von der Familie Baskerville an die Familie Vaughan über. Roger Fychan, der Schwiegersohn von Dafydd Gam, errichtete auf dem Gelände ein mehrgiebliges Herrenhaus. Heute sind davon nur noch Spuren der steinernen Wände und des Turmes erhalten.